# Up Česká republika
Up Česká republika s.r.o. je filiálka mezinárodní skupiny Up Group, která má své zastoupení v 21 zemích celého světa. V České republice působí od roku 1995. Up Česká republika se specializuje na zaměstnanecké benefity a motivační programy pro zaměstnance jak v soukromé, tak ve státní sféře. Společnost Up nabízí řešení daňově výhodných benefitů. Papírové i elektronické stravenky a poukázky na volnočasové aktivity v oblasti kultury, sportu, vzdělávání, zdraví, cestování, relaxace, nákupu knih. V současné době[kdy?] má společnost Up Česká republika cca 300 tisíc uživatelů.[zdroj?] Pobočky má v Praze (hlavní sídlo společnosti), Brně, Plzni, Pardubicích a Ústí nad Labem.

## Historie
Společnost Up Group vznikla v roce 1964 ve Francii. Na českém trhu zahájila společnost Up Česká republika své působení v roce 1995, tehdy ještě pod názvem Le Chèque Déjeuner.[zdroj?]
Up Group funguje v současné době v 21 zemích, má téměř 2700 zaměstnanců, 1,7 milionu provozoven v obchodní síti a spolupracuje s 300 000 firmami v soukromém i státním sektoru. Jejích služeb využívá 28 milionů uživatelů.[zdroj?]

## Produkty
Papírové poukázky
- „Klasická“ stravenka Chèque Déjeuner
- Volnočasová benefitní poukázka Unišek +
- Volnočasová poukázka pro zaměstnance státní správy Unišek + FKSP
- Dárková poukázka Cadhoc
- Poukázka na čištění oděvů Clean
- Poukázka na dovolenou Šek Dovolená[2]

Digitální řešení
- Elektronická stravenka eStravenka[3]
- Cafeteria Gallery Beta [4]
- Cafeteria pro zaměstnance státní správy Gallery Beta FKSP

## Společenská odpovědnost
Skupina Up založila v roce 1999 pod záštitou Fondation de France vlastní nadaci. Za dobu jejího působení podpořila v zemích, kde skupina působí, na 812 organizací a rozdala 3,6 milionů euro.
Up Česká republika v rámci své činnosti dlouhodobě podporuje:
- Spolek Rosa, který pomáhá ženám a jejich dětem, které se staly obětí domácího násilí.
- Neziskovou organizaci Dejme dětem šanci, která pomáhá dětem a mladým lidem z dětských domovů na jejich cestě k osamostatnění.[5]

Up Česká republika se zapojuje i do dalších charitativních projektů:
- Nákup pomůcek do Městského centra komplexních služeb.
- Podpora Otevřeného mistrovství světa v curlingu vozíčkářů.
- Zaměstnanci se zapojují do tzv. zaokrouhlování platu.
- Zapojení se do projektu Ježíškova vnoučata.
- Podpora Cesty domů, která poskytuje odbornou péči umírajícím a jejich blízkým.